# Merops pusillus
Merops pusillus là một loài chim trong họ Meropidae.
Chúng là loài định cư ở phần lớn châu Phi cận Sahara. Không nên nhầm lẫn chúng với Merops directionalis. Di cư được giới hạn trong các phong trào theo mùa tùy thuộc vào mô hình mưa.

## Hình ảnh

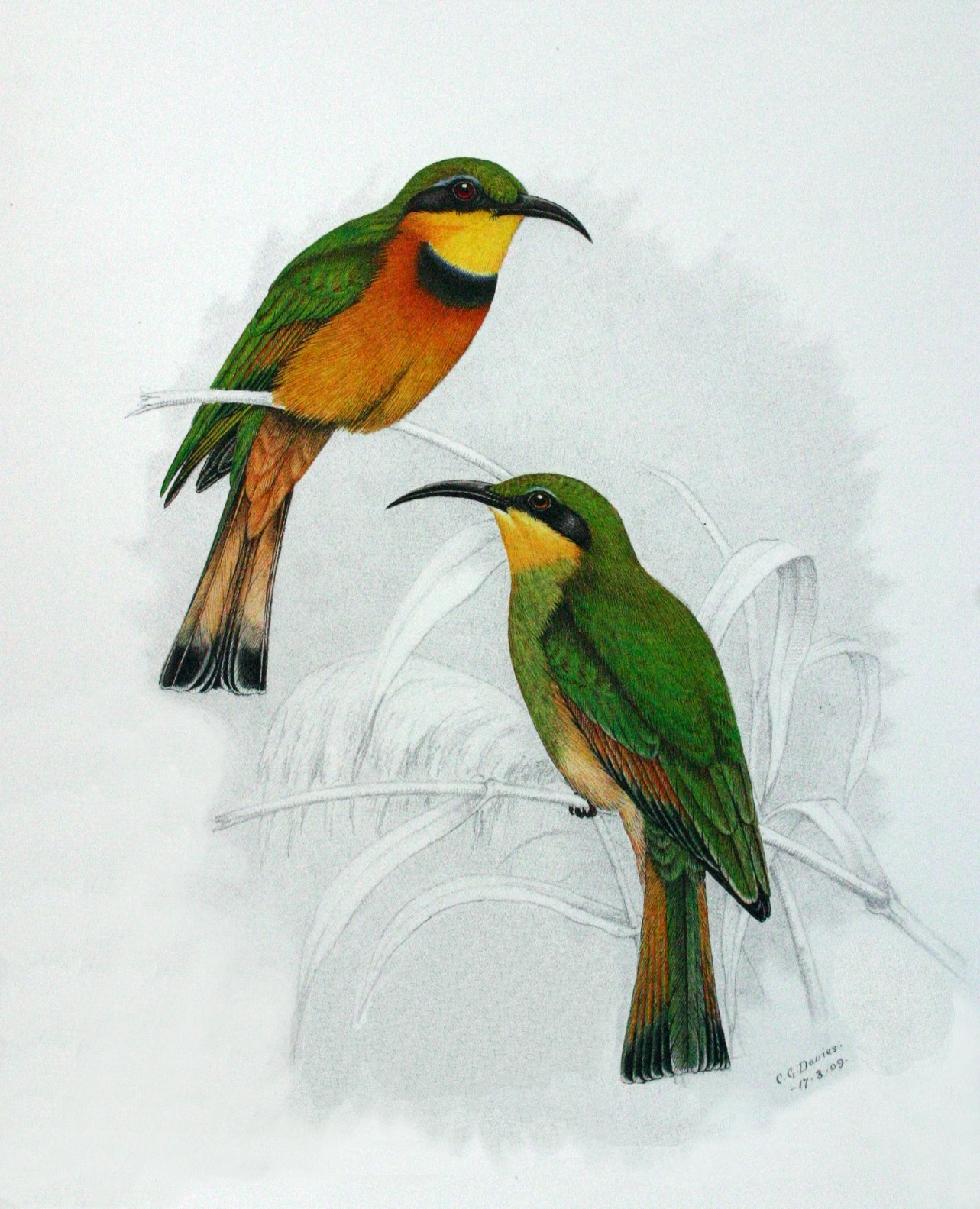
male and juvenile female
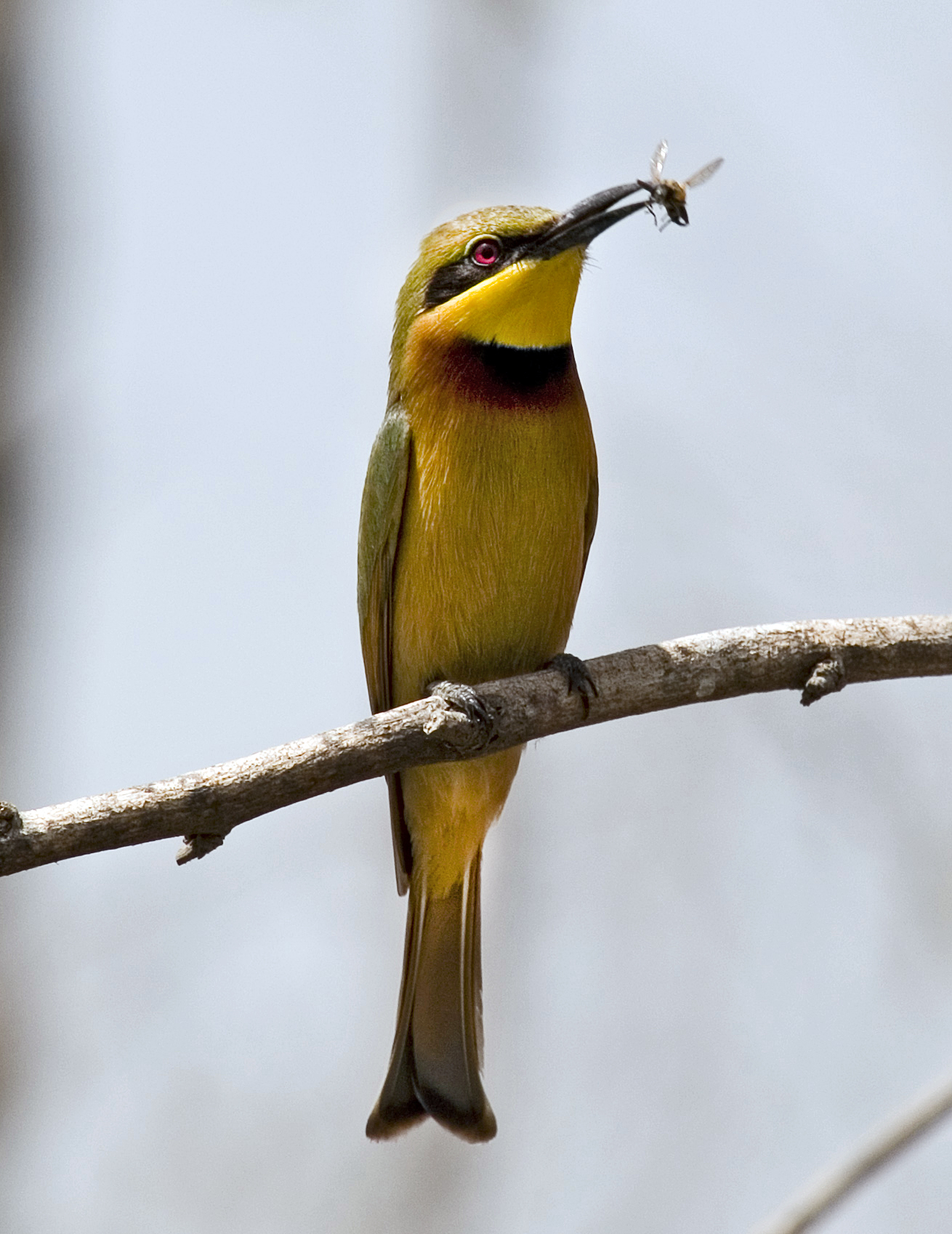
Hann Park, Dakar, Senegal
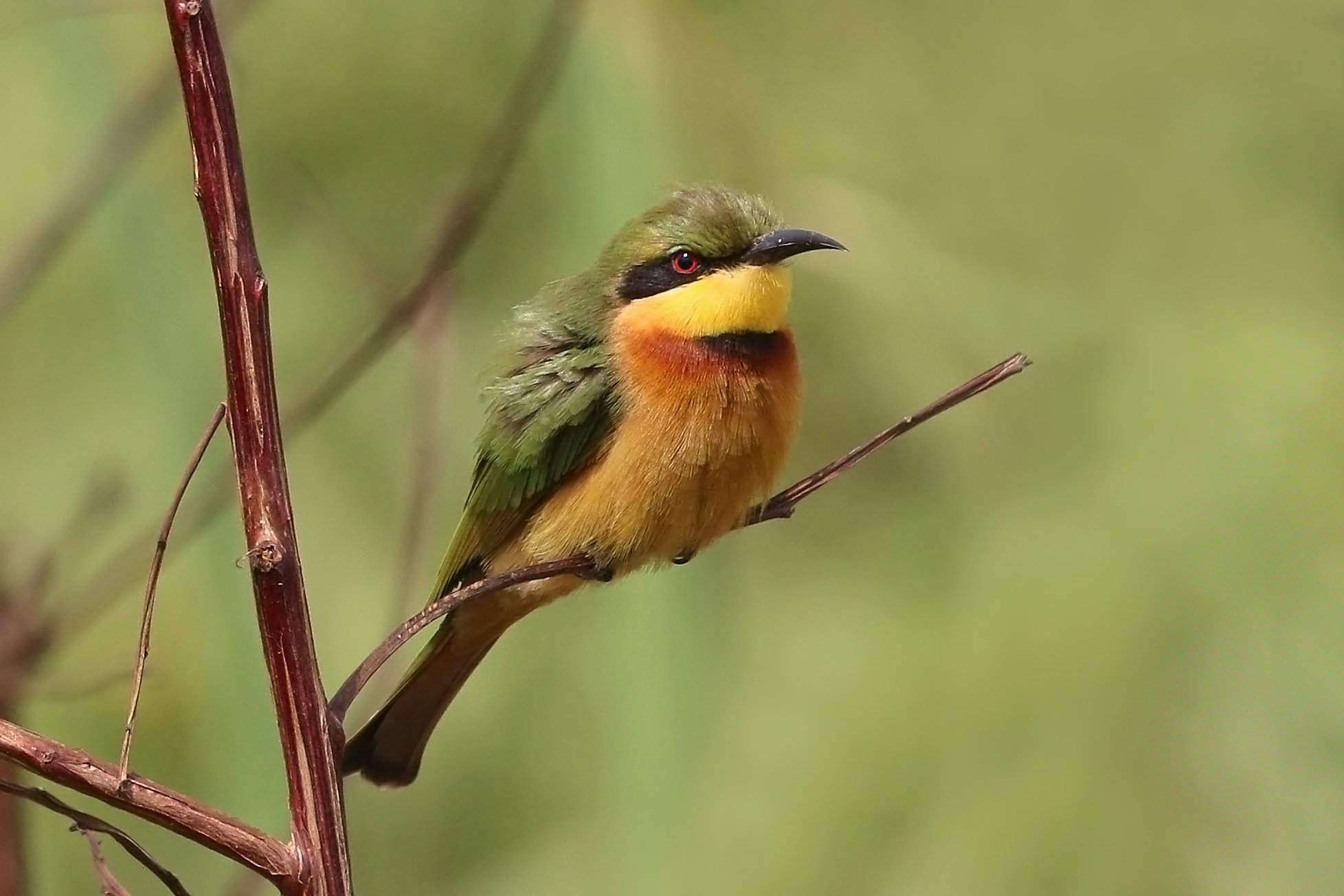
M. p. pusillus, Gambia
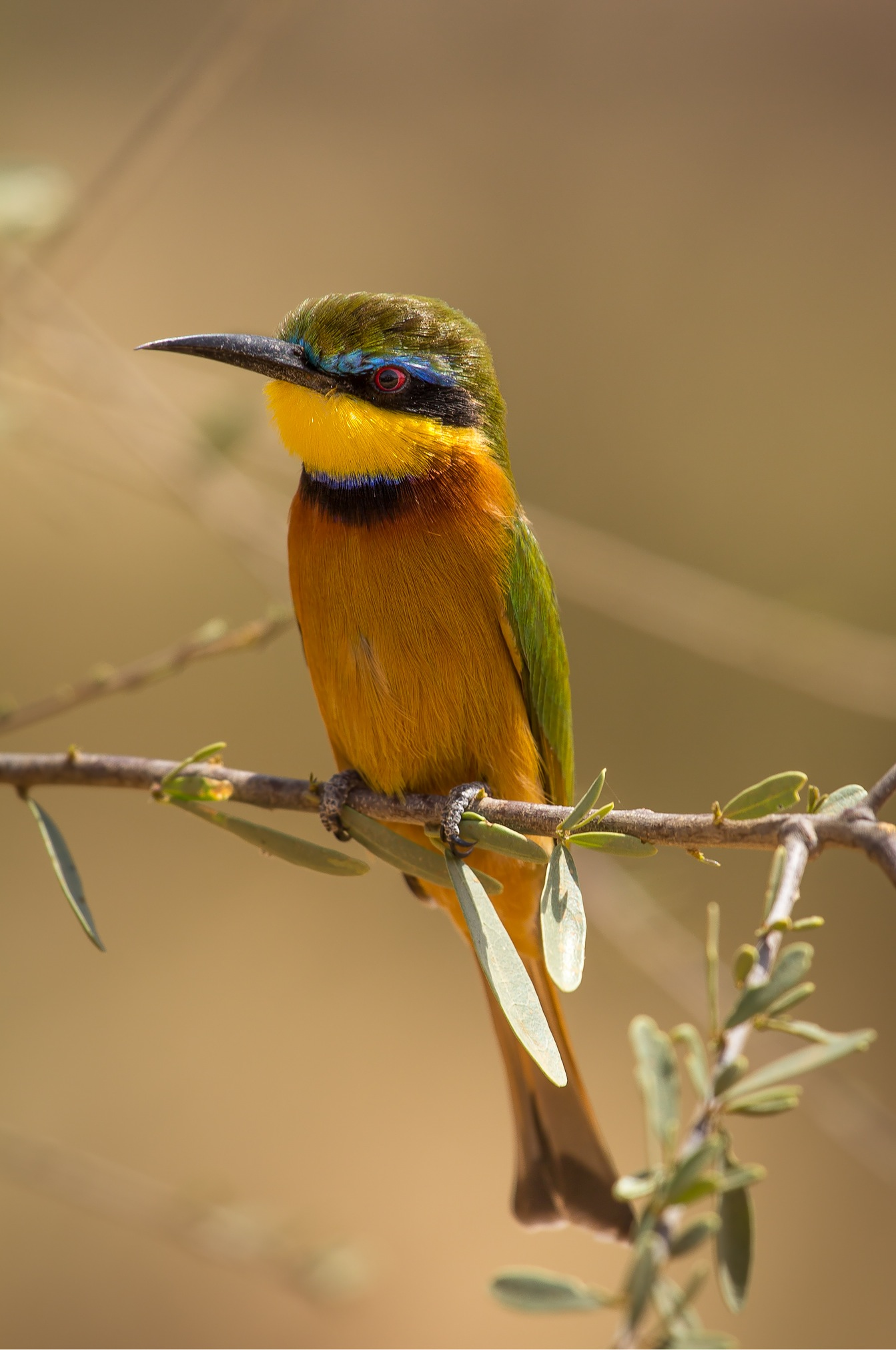
M. p. meridionalis Samburu National Reserve, Kenya
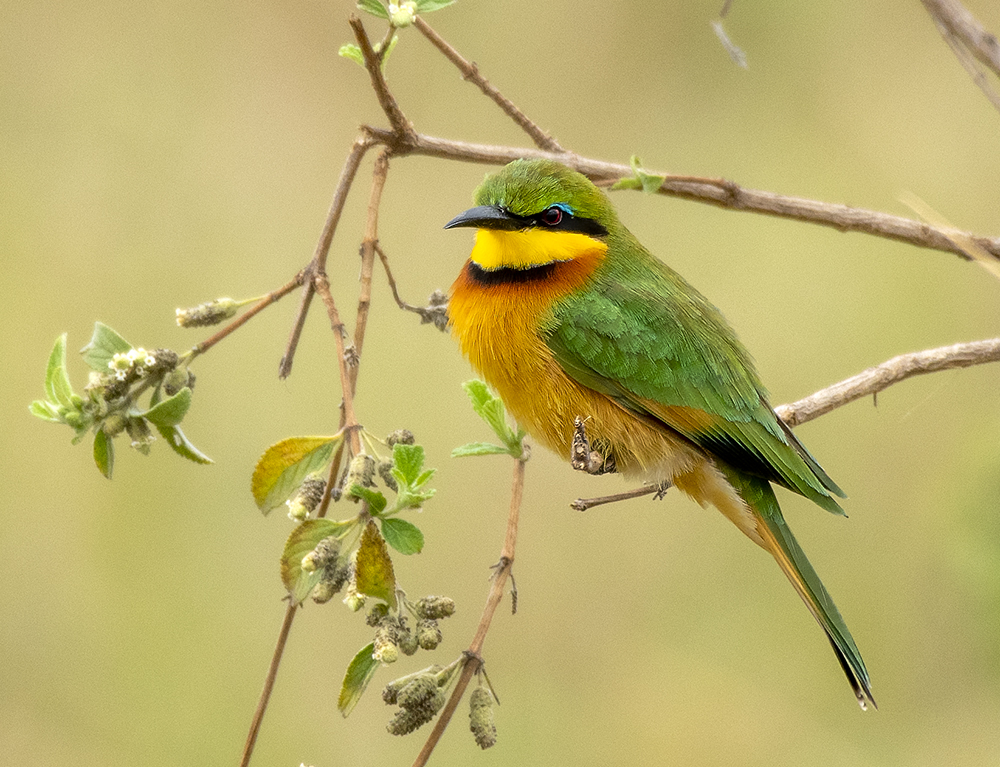
At Maasai Mara, Kenya